# Pothyne harmandi
Pothyne harmandi là một loài bọ cánh cứng trong họ Cerambycidae.